# Descente hommes des championnats du monde de ski alpin 2021
Navigation
Édition précédente Édition suivante
La descente hommes des championnats du monde de ski alpin 2021, disputée le 14 février, est remportée par l'Autrichien Vincent Kriechmayr. Également vainqueur du Super-G sur la même piste Vertigine trois jours plus tôt, il est le troisième skieur à réaliser ce doublé en vitesse aux Mondiaux, après Hermann Maier en 1999 et Bode Miller en 2005. Le podium est complété par l'Allemand Andreas Sander et le leader de la discipline en Coupe du monde Beat Feuz.

## Résultats
Le départ de la course a été donné à 11 h 00.
| Place                     | Dossard | Nom                   | Pays          | Temps   | Écart   |
| ------------------------- | ------- | --------------------- | ------------- | ------- | ------- |
| Médaille d'or, monde      | 1       | Vincent Kriechmayr    | Autriche      | 1:37.79 | —       |
| Médaille d'argent, monde  | 2       | Andreas Sander        | Allemagne     | 1:37.80 | +0.01   |
| Médaille de bronze, monde | 7       | Beat Feuz             | Suisse        | 1:37.97 | +0.18   |
| 4                         | 18      | Marco Odermatt        | Suisse        | 1:38.44 | +0.65   |
| 4                         | 3       | Dominik Paris         | Italie        | 1:38.44 | +0.65   |
| 6                         | 15      | Christof Innerhofer   | Italie        | 1:38.69 | +0.90   |
| 7                         | 12      | Nils Allègre          | France        | 1:38.76 | +0.97   |
| 8                         | 17      | Kjetil Jansrud        | Norvège       | 1:38.81 | +1.02   |
| 9                         | 11      | Carlo Janka           | Suisse        | 1:38.87 | +1.08   |
| 10                        | 21      | Henrik Røa            | Norvège       | 1:38.89 | +1.10   |
| 10                        | 4       | Bryce Bennett         | États-Unis    | 1:38.89 | +1.10   |
| 12                        | 14      | Travis Ganong         | États-Unis    | 1:39.03 | +1.24   |
| 13                        | 10      | Max Franz             | Autriche      | 1:39.04 | +1.25   |
| 14                        | 13      | Romed Baumann         | Allemagne     | 1:39.09 | +1.30   |
| 15                        | 22      | Bostjan Kline         | Slovénie      | 1:39.24 | +1.45   |
| 16                        | 9       | Johan Clarey          | France        | 1:39.29 | +1.50   |
| 17                        | 23      | Felix Monsen          | Suède         | 1:39.31 | +1.52   |
| 18                        | 6       | Thomas Dressen        | Allemagne     | 1:39.47 | +1.68   |
| 19                        | 19      | Otmar Striedinger     | Autriche      | 1:39.63 | +1.84   |
| 20                        | 16      | Jared Goldberg        | États-Unis    | 1:39.74 | +1.95   |
| 21                        | 29      | James Crawford        | Canada        | 1:39.78 | +1.99   |
| 22                        | 26      | Dominik Schwaiger     | Allemagne     | 1:39.90 | +2.11   |
| 23                        | 31      | Miha Hrobat           | Slovénie      | 1:39.99 | +2.20   |
| 24                        | 24      | Matteo Marsaglia      | Italie        | 1:40.18 | +2.39   |
| 25                        | 20      | Matthieu Bailet       | France        | 1:40.22 | +2.43   |
| 26                        | 25      | Jeffrey Read          | Canada        | 1:40.34 | +2.55   |
| 27                        | 36      | Marco Pfiffner        | Liechtenstein | 1:41.05 | +3.26   |
| 28                        | 38      | Arnaud Alessandria    | Monaco        | 1:41.57 | +3.78   |
| 29                        | 32      | Broderick Thompson    | Canada        | 1:41.96 | +4.17   |
| 30                        | 40      | Barnabas Szollos      | Israël        | 1:42.46 | +4.67   |
| 31                        | 37      | Martin Bendik         | Slovaquie     | 1:43.02 | +5.23   |
| 32                        | 41      | Juan Pablo Vallecillo | Argentine     | 1:43.48 | +5.69   |
| 33                        | 39      | Marcus Vorre          | Danemark      | 1:45.17 | +7.38   |
| 34                        | 42      | Benjamin Szollos      | Israël        | 1:49.71 | +11.92  |
| —                         | 5       | Matthias Mayer        | Autriche      | Abandon | Abandon |
| —                         | 8       | Maxence Muzaton       | France        | Abandon | Abandon |
| —                         | 27      | Brodie Seger          | Canada        | Abandon | Abandon |
| —                         | 28      | Florian Schieder      | Italie        | Abandon | Abandon |
| —                         | 30      | Niels Hintermann      | Suisse        | Abandon | Abandon |
| —                         | 33      | Olle Sundin           | Suède         | Abandon | Abandon |
| —                         | 34      | Adur Etxezarreta      | Espagne       | Abandon | Abandon |
| —                         | 35      | Nejc Naralocnik       | Slovénie      | Abandon | Abandon |